# Caleuche Comic
Caleuche comic es una revista de cómic editada en Chile desde 2005, bajo la dirección de Luis y Miguel Contreras. La revista ha ayudado a dar a conocer nuevos valores del cómic chileno, aparte de difundir el propio medio en centros escolares de su región.
Algunas de sus series más duraderas son El Brujo, Bichos Raros, Cazadores del Desierto, Eje Z, hijos de P, Garage Days, Waldo y Tormenta Solar , incluyendo todos los personajes del "Universo CS".

## Trayectoria
Caleuche comic fue creada por los hermanos Luis y Miguel Contreras y su primera aparición fue en la ciudad de Talca en octubre de 2005, logrando la venta de aproximadamente 10 000 ejemplares por edición a través de la editorial Cíclope.
También ha traspasado las fronteras de su país, logrando cierta difusión en España y Estados Unidos.
En octubre del año 2011 fue lanzado el número 26, después de una profunda reestructuración que significó un retraso de más de un año. Además, los cambios significaron la salida de dibujantes destacados como Karla Díaz y Amancai Nahuelpan, pero la llegada de nuevos, como Genzoman (portada), Marko Torres, Cristóbal Jofré, Ékara, Kobal, Jade González, Javiera Constanzo (portada), Juan Vázquez y Fyto Manga. Este último dibujante fue contratado en 2011 para ejercer labores de dirección editorial, cargo que ha comprometido la aparición de los números 26 y 27 de la revista.

## Contenido
Actualmente tiene 27 tomos publicados. En cada uno de ellos, se pueden apreciar entre 3 a 5 historias diferentes en las cuales aparecen identificados los diferentes dibujantes, coloristas y guionistas, aunque no siempre existe identificación de sus autores.
| Números          | Título                               | Guion                                | Dibujo                                 | Colorista                     | Rotulista         |
| ---------------- | ------------------------------------ | ------------------------------------ | -------------------------------------- | ----------------------------- | ----------------- |
| 1, 2, 4, 5, 7, 9 | El Brujo                             | Brian Wallis                         | Mauricio Menares y Diego Toro          | Carlos Badilla                |                   |
| 1-12             | Bichos Raros                         | Sebastián Castro                     | Bernardo del Castillo, Karla Díaz      | Karla Díaz                    |                   |
| 1, 2, 7, 9       | Eje Z                                | Carlos Badilla, Brian Wallis         | Carlos Badilla                         | Carlos Badilla                |                   |
| 3, 6             | Cazadores del Desierto               | Melina Rapimán                       | Jaime Castro                           |                               |                   |
| 3, especiales    | Hijos de P                           | Amancay Nahuelpan                    |                                        |                               |                   |
|                  | Maravilla                            | Reinaldo Morales                     | Orlando Ohmke                          |                               |                   |
| 3                | El gran condoro                      | Ángel Bernier                        | Ítalo Ahumada                          |                               |                   |
| 5                | Vuelo nocturno                       | Gonzalo Martínez                     |                                        |                               |                   |
| 19, 21,          | Adam Kaiyser y los inmortales        | Ángel Bernier                        | Jaime Castro                           |                               |                   |
| 19               | El juego de X                        | Álex López                           | Ángel Bernier                          |                               |                   |
| 19               | Informe especial del informe meteoro | Esteban Chacón                       | Huicha                                 |                               |                   |
| 20, 24           | El Viaje                             | Álex López (20), Kote Carvajal (24). | Álex López (20), Felipe Sáez (24)      | Jorge Manzanares (24)         | Jaime Castro (20) |
| 20               | Los Guerreros del Paraíso            | Ángel Bernier                        | Jaime Castro                           |                               |                   |
| 20               | Yonchi                               | Richard Meyer y Carlos Silva         | Alan Robinson                          | Chamakoso                     | Thomas Mauer      |
| 21               | Corazón Escolar                      | Alfredo Rodríguez                    | Adriana Coll                           | Héctor Arias                  |                   |
| 24               | Equis                                | Alfredo Rodrígez                     | Ronny Tobar, Diego Toro y Adriana Coll | Kote Carvajal                 |                   |
| 24               | Extremo                              | Alfredo Rodríguez                    | Diego Toro                             | Diego Toro y Catalina Ahumada |                   |
| 24               | Cazadora de Demonios                 | Kote Carvajal                        | Adriana Coll                           | Kote Carvajal                 |                   |
| 26, 27           | Tormenta Solar                       | Kobal                                | Cristóbal Jofré, Ékara, Kobal          | Cristóbal Jofré, Ékara        |                   |
| 26, 27           | Carla Alba                           | Fyto Manga, Chenco Ilufi             | Fyto Manga                             |                               |                   |

## Importancia
La importancia de Caleuche Cómic radica en que ha logrado impulsar a un gran número de artistas chilenos, diluyendo la dificultosa labor de muchos jóvenes artistas para hacerse conocidos (por ejemplo, la portada del tomo 24 fue realizada por Eduardo Risso, que actualmente trabaja en los Estados Unidos dibujando Wolverine y Batman, entre otras). A pesar de que aparece constantemente en la prensa y ha participado de la película chilena Kiltro, la recopilación de información acerca de la revista es un poco dificultosa debido a su carácter informal y poco constante.
Adicionalmente, la revista goza del apoyo de las instituciones "100 Años de Cómic en Chile" y Consejo Nacional de la Cultura y las Artes, encabezado por la directora regional, Mariana Deisler, al crear la primera novela gráfica de la Región del Maule. También participa en el "Salón de la ilustración y el cómic del sur" organizado por Duoc UC. Actualmente sigue apoyando eventos ligados al cómic, por ejemplo, participa de forma activa en la primera feria internacional de Cómic en Santiago de Chile.
Todos sus ejemplares pueden encontrarse en librerías, kioscos, comiquearías y bibliotecas (como la Biblioteca Nacional de Chile o la Biblioteca de la Universidad de Santiago, donde se pueden hallar todos sus tomos).